# Armanaz
Armanaz (en árabe: أرمناز) es una ciudad situada en la provincia o gobernación de Idlib, en el noroeste de Siria. Es conocida por su industria manufacturera de vidrio.
El nombre de «Armanaz» parece tener un origen presemita. En tiempos de la dinastía ayubí, a comienzos del siglo XII, el geógrafo sirio Yaqut al-Hamawi escribió que la población de Armanaz era «un antiguo y pequeño pueblo, a unas cinco leguas de distancia de Halab (Alepo), allí se fabrican utensilios de cerámica y recipientes para beber, de color rojo, y con un olor muy agradable». Ya en el siglo XXI, después de semanas de enfrentamientos en el verano de 2012, durante la Guerra Civil Siria, los rebeldes opositores arrebataron Armanaz al ejército sirio el 20 de junio.